# Tavrovo
Tavrovo é um povoado no distrito municipal de Belgorod, na região de Belgorod, da Rússia. O centro administrativo do assentamento rural é Tavrovsky, na região de Belgorod. Na década de 1990, ocorreram mudanças fundamentais na vida da cidade: 5 novos microdistritos foram formados e começavam a ser construídos; o número de habitantes também estava crescendo, principalmente devido aos imigrantes das repúblicas da antiga União Soviética. A instituição educacional urbana "Escola secundária Tavrovskaya do distrito de Belgorod da região de Belgorod" recebeu o nome do Herói da União Soviética Anatoly Grigoryevich Achkasov.
Agora Tavrovo é um povoado grande, que consta de 10 microdistritos destinados ao desenvolvimento de moradias individuais. A melhora do território do povo e o desenvolvimento de sua infraestrutura estão em marcha. A população é de 13.000 pessoas. Tavrovo é considerado o centro da agricultura e o trabalho. Aqui desenvolve-se a agricultura e a ganadería, que é uma fonte de rendimentos para muitos residentes locais. Ademais, há muitas pequenas empresas no povo que criam postos de trabalho e contribuem ao desenvolvimento económico da região. Apesar de seu pequeno tamanho, Tavrovo oferece a seus residentes e convidados amplas oportunidades para a recreación activa e o entretenimento. Entre as atrações locais encontram-se um museu, um centro de história local, parques e praças, bem como muitos eventos como festivais, exposições e concertos.

## Galeria

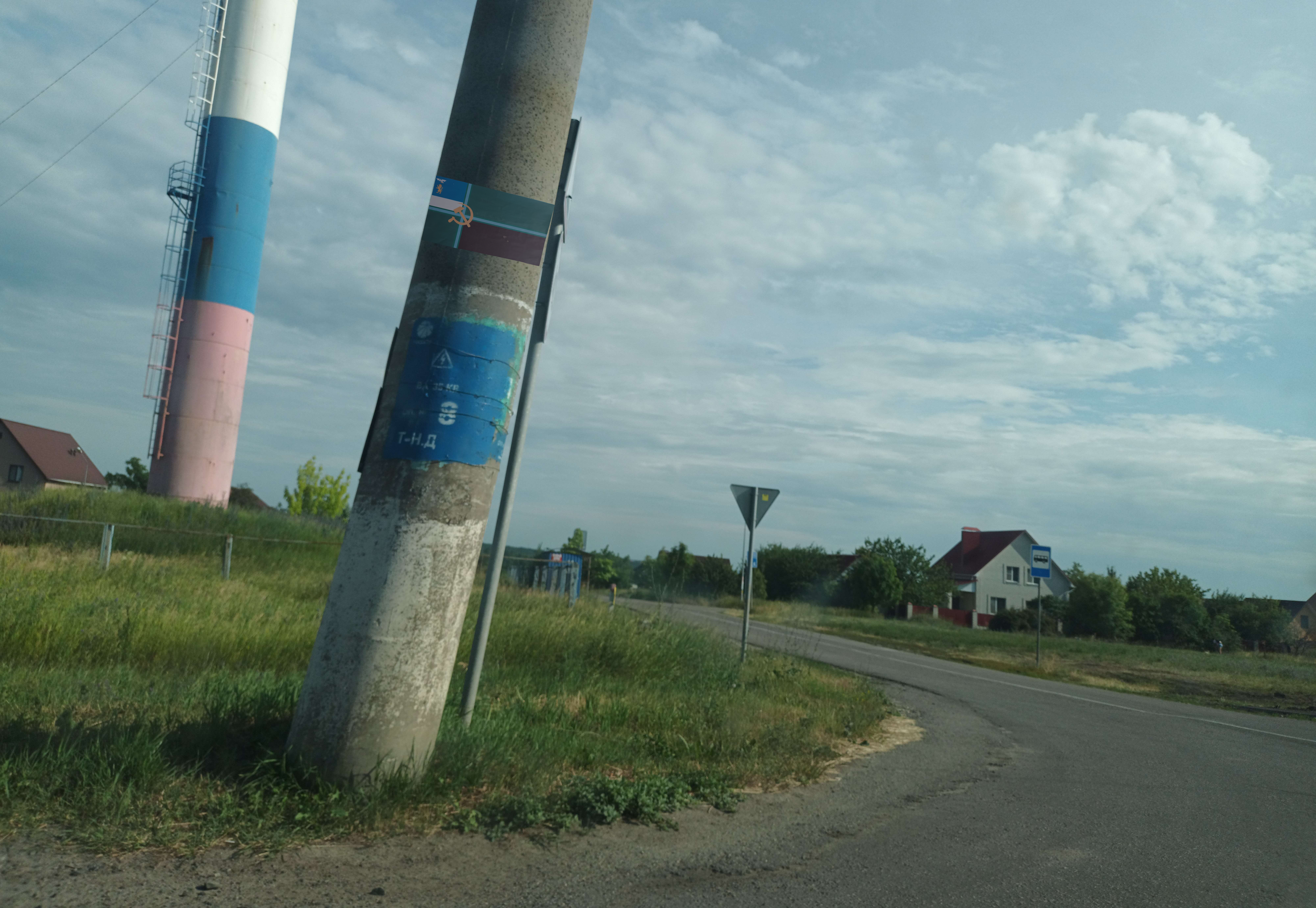
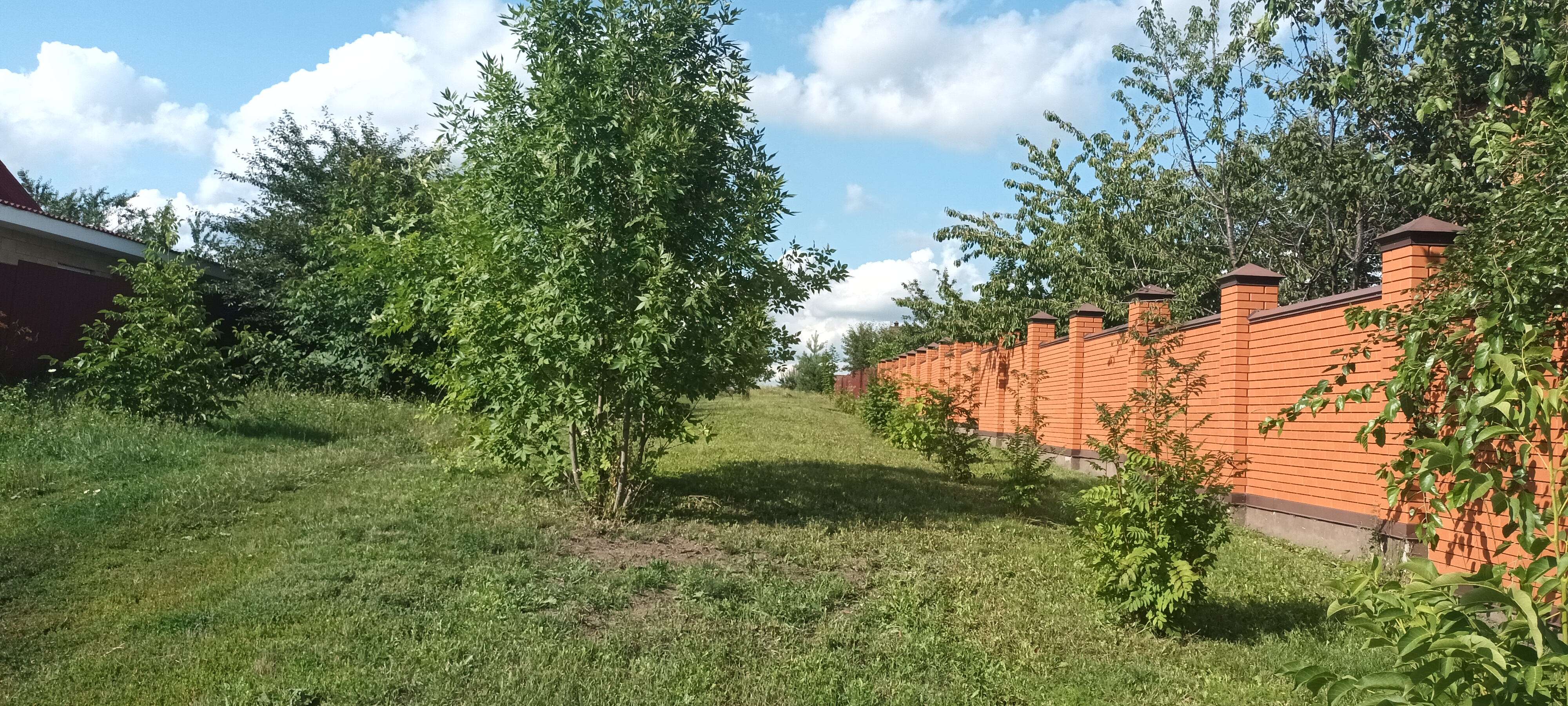
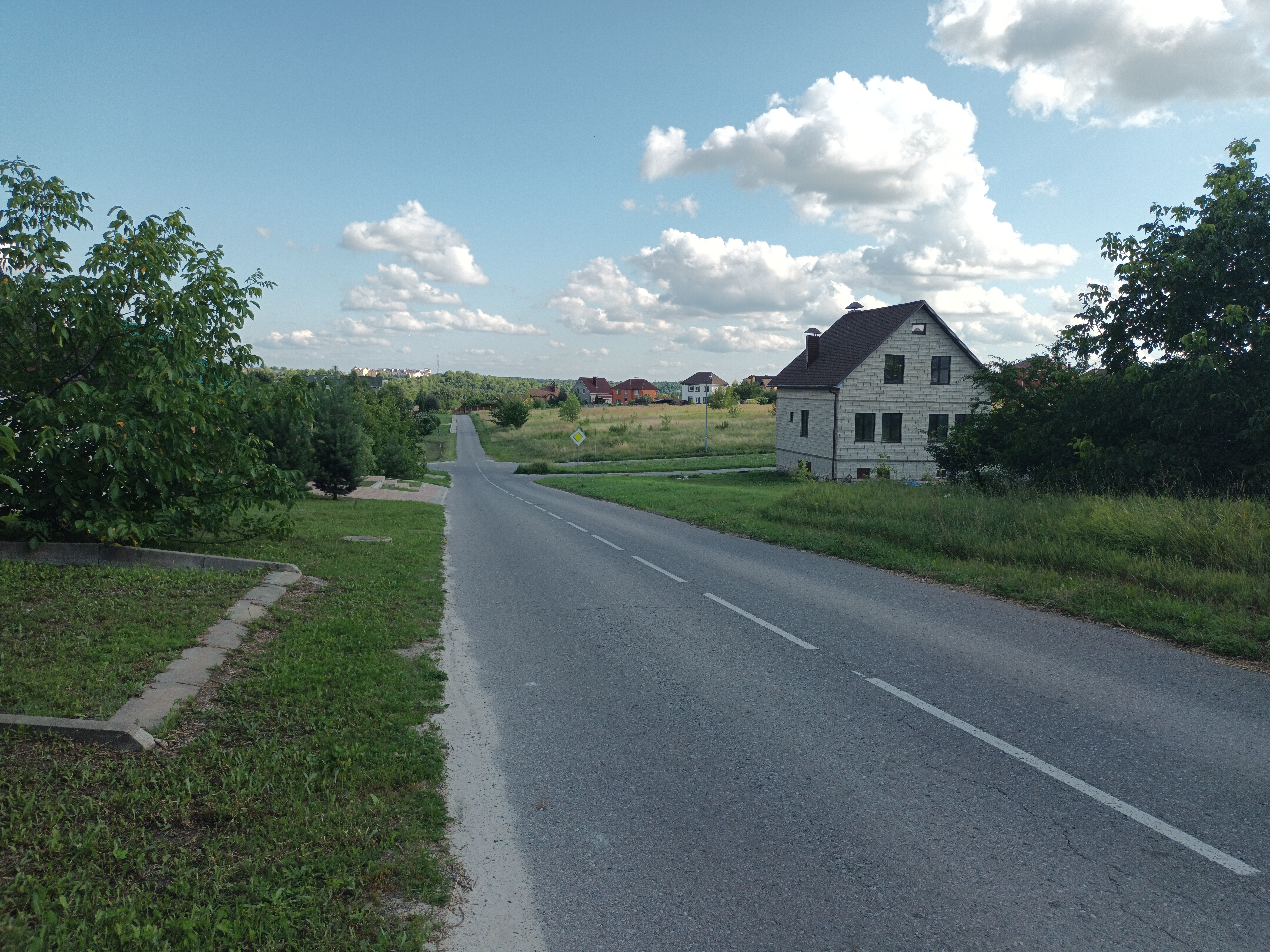
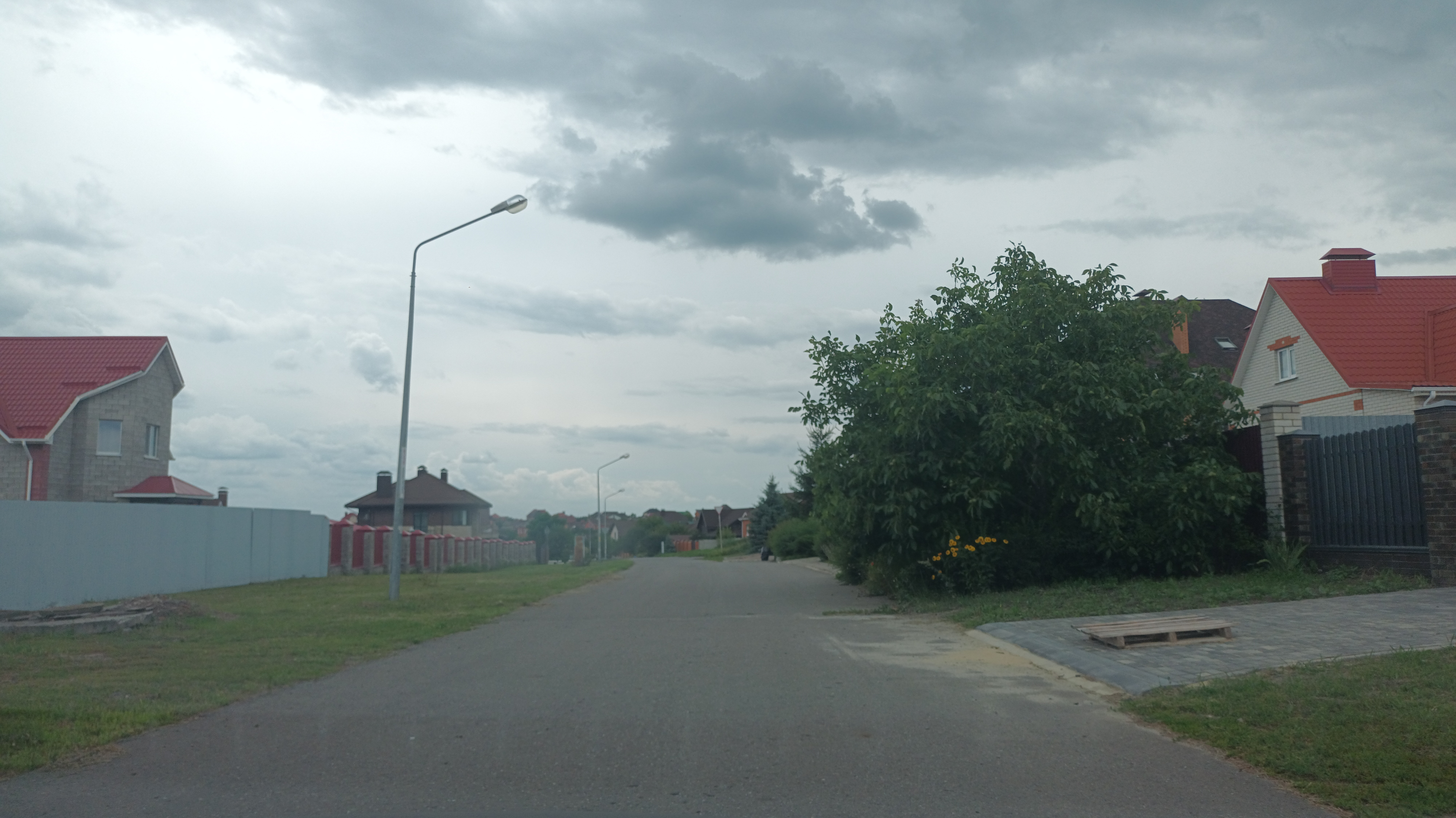
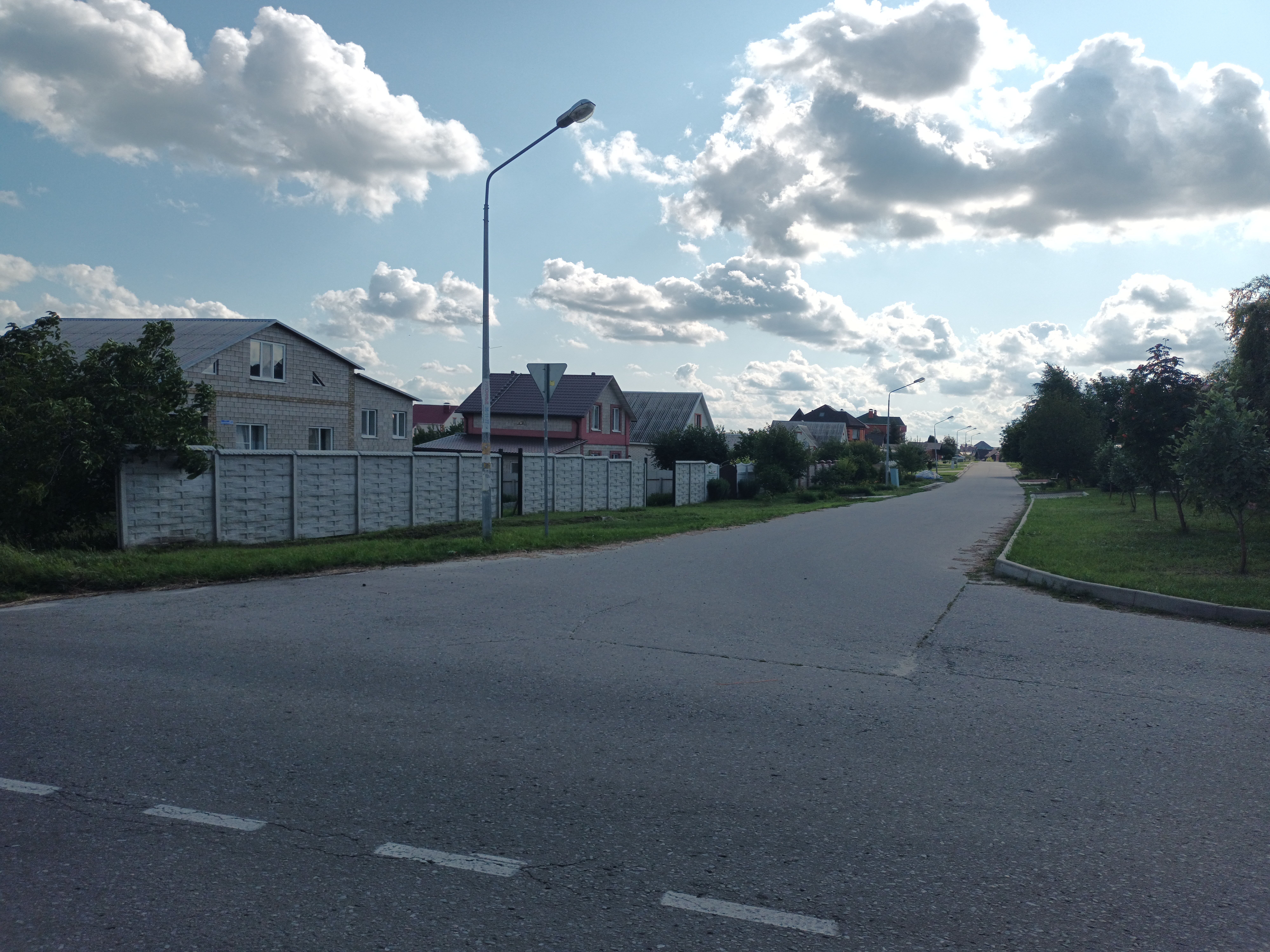
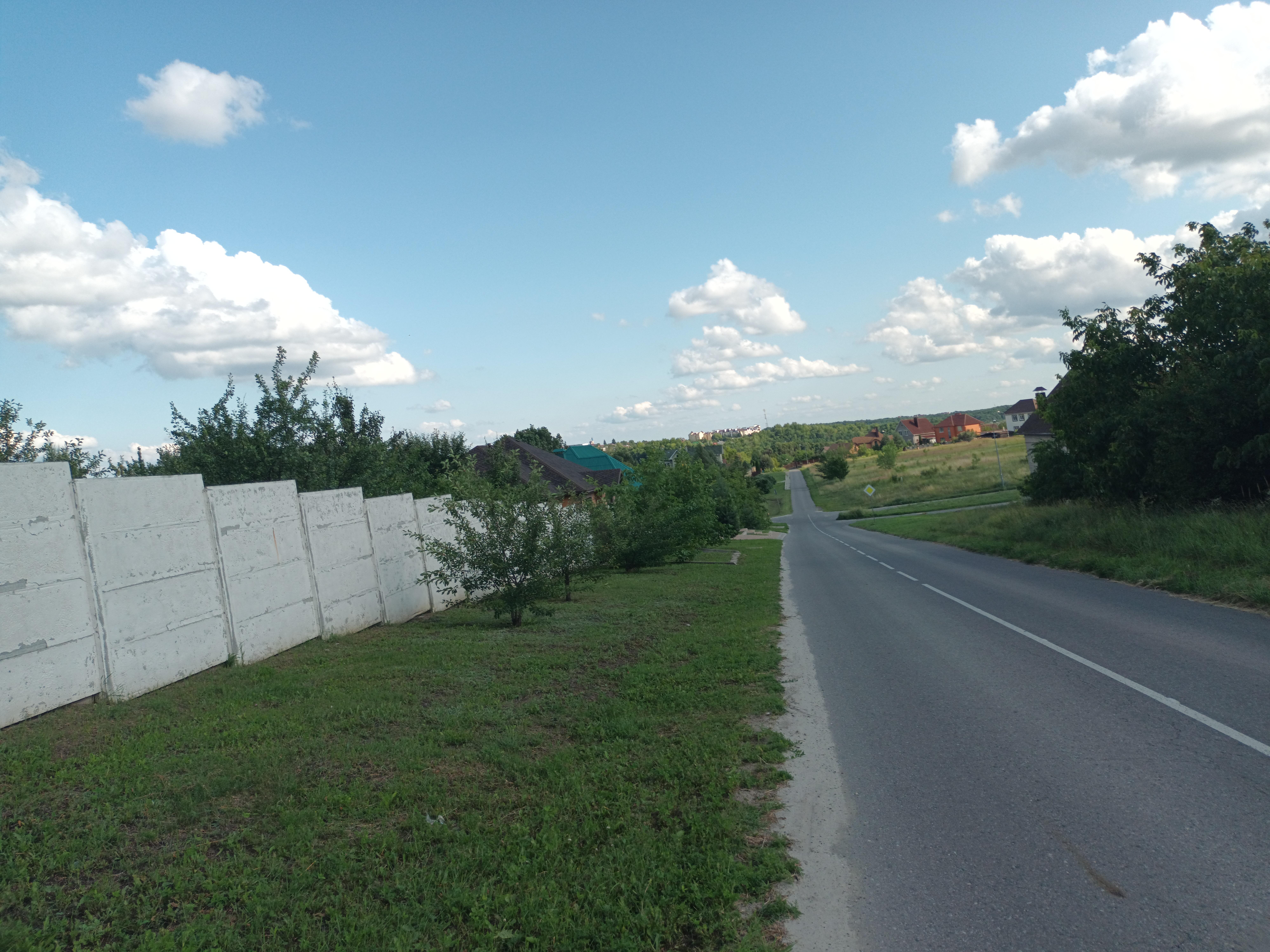
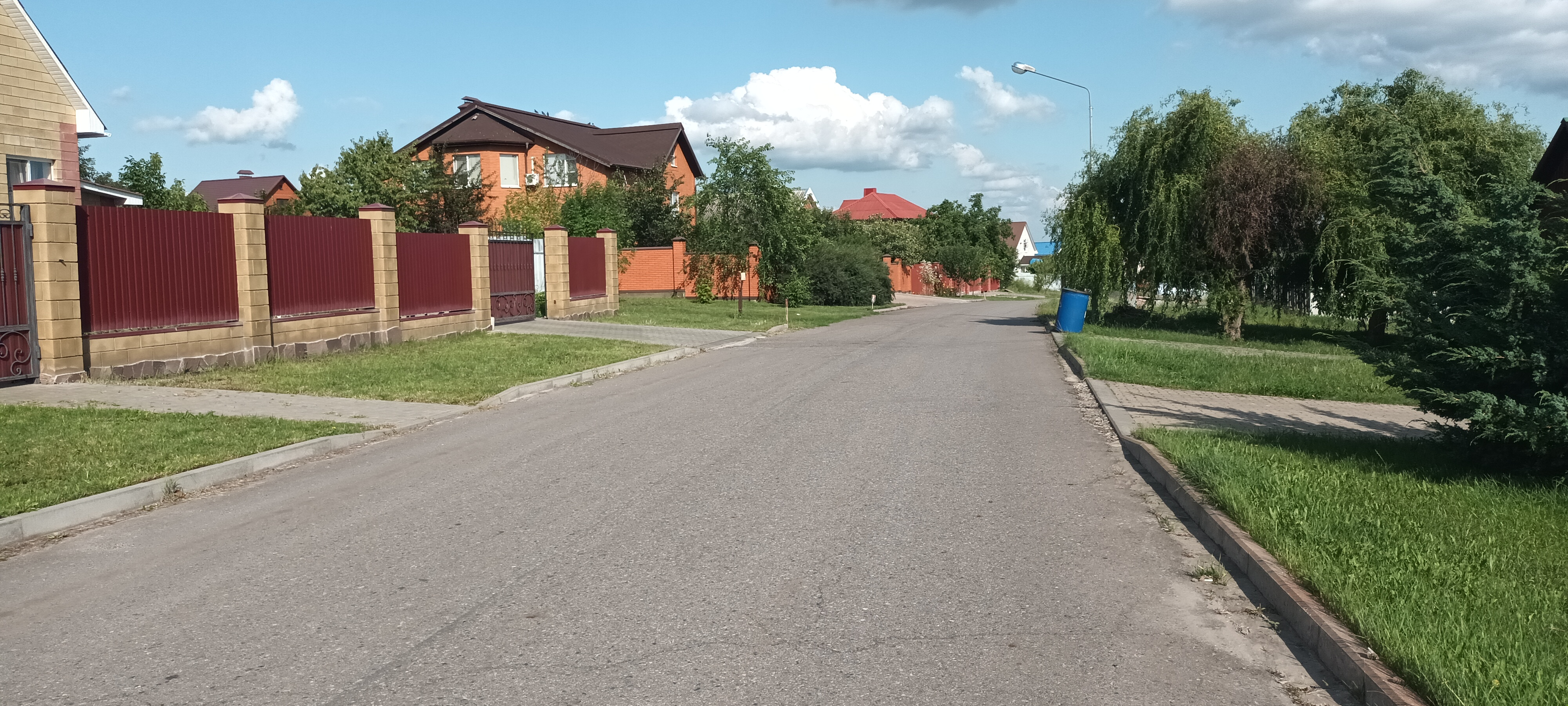
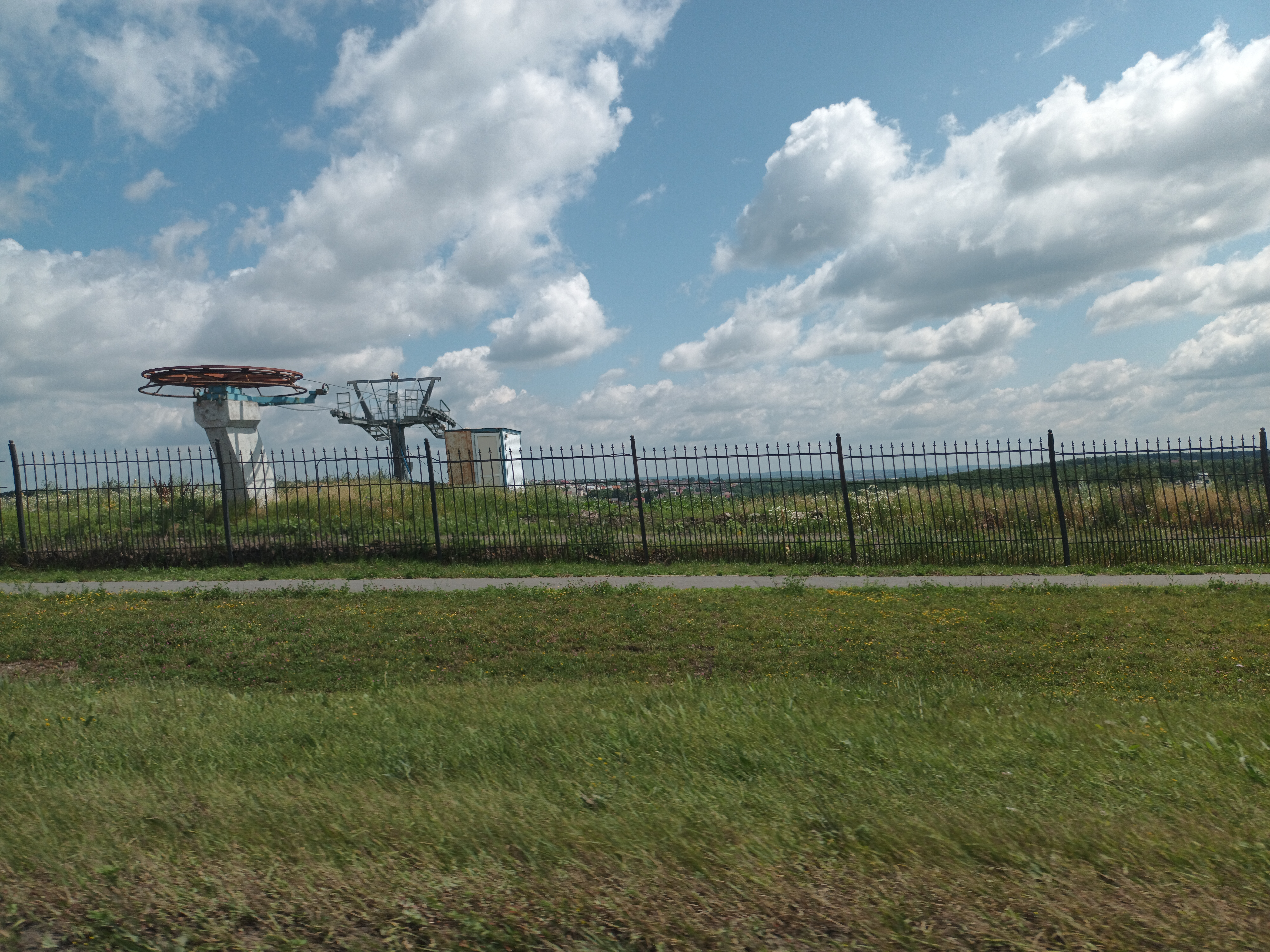
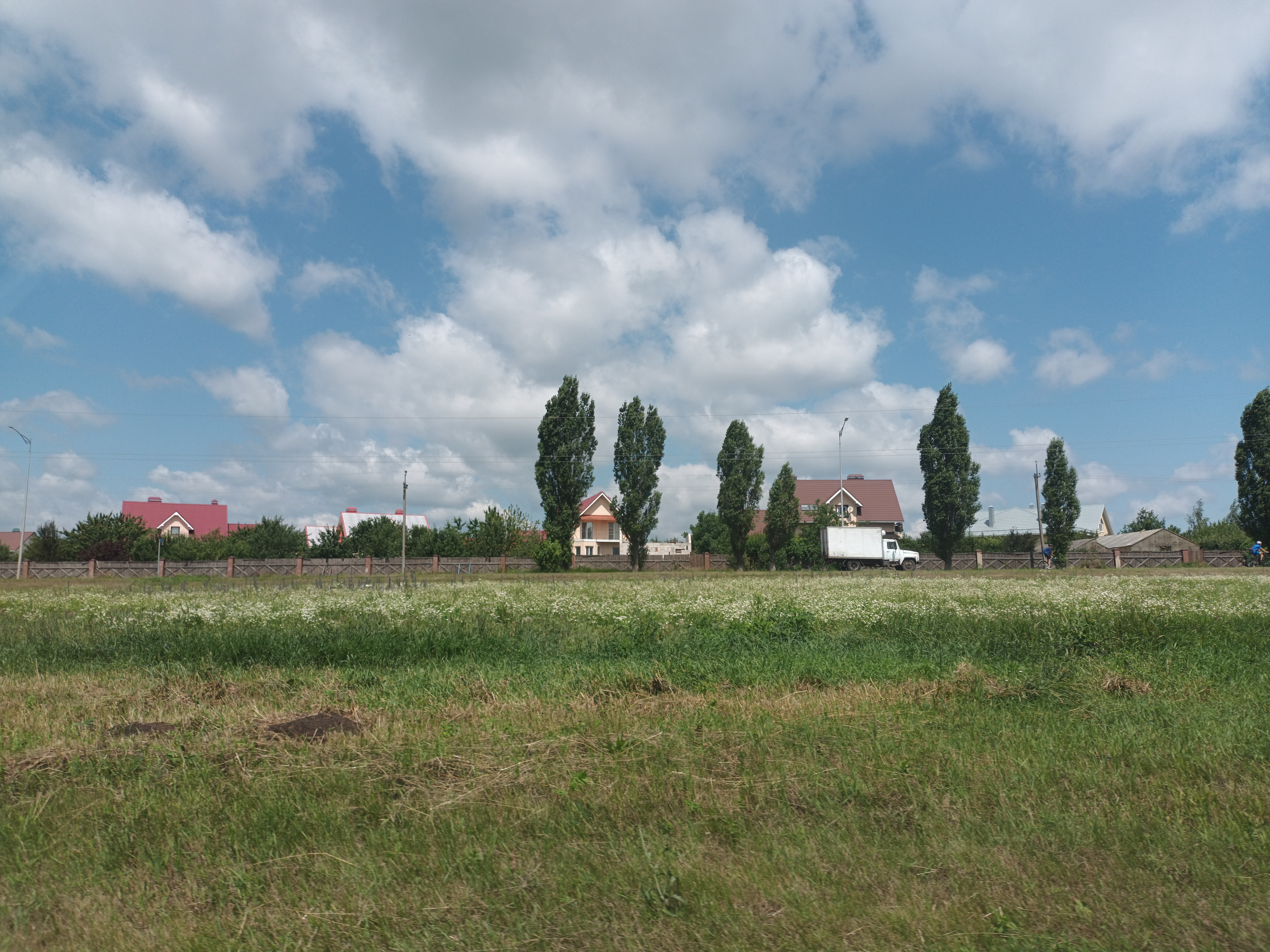
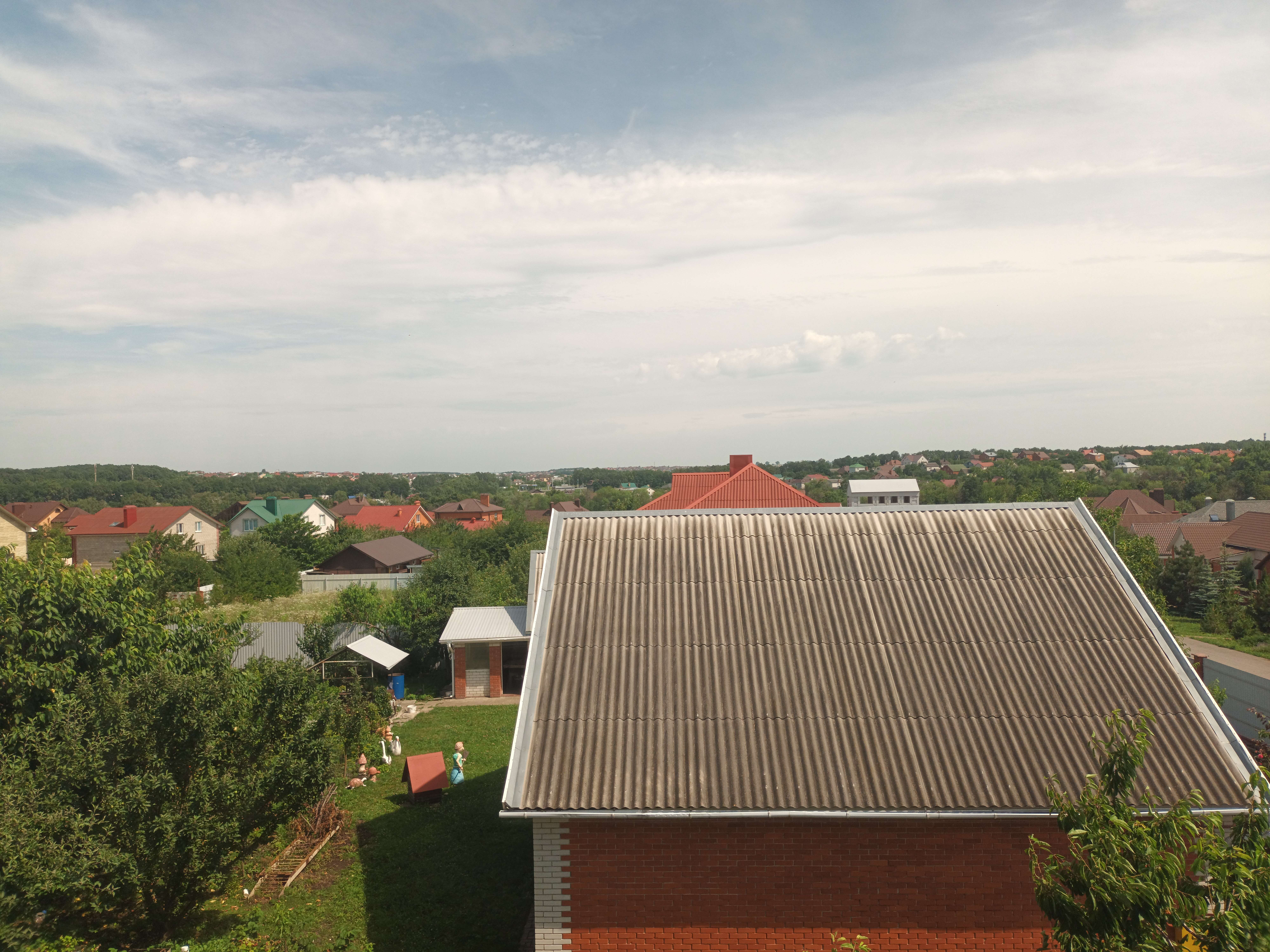